# Софіфі
Софіфі (індонез. Sofifi) — столиця (з 2010 року) індонезійської провінції Північне Малуку.

## Географія
Софіфі знаходиться на заході острову Хальмахера.

### Клімат
Місто знаходиться у зоні, котра характеризується вологим тропічним кліматом. Найтепліший місяць — травень із середньою температурою 26.1 °C (79 °F). Найхолодніший місяць — лютий, із середньою температурою 25.4 °С (77.7 °F).
| Клімат Софіфі           | Клімат Софіфі | Клімат Софіфі | Клімат Софіфі | Клімат Софіфі | Клімат Софіфі | Клімат Софіфі | Клімат Софіфі | Клімат Софіфі | Клімат Софіфі | Клімат Софіфі | Клімат Софіфі | Клімат Софіфі | Клімат Софіфі |
| Показник                | Січ.          | Лют.          | Бер.          | Квіт.         | Трав.         | Черв.         | Лип.          | Серп.         | Вер.          | Жовт.         | Лист.         | Груд.         | Рік           |
| Середня температура, °C | 25,7          | 25,4          | 25,6          | 25,9          | 26,1          | 25,9          | 25,8          | 25,5          | 25,6          | 25,6          | 25,7          | 25,5          | 25,7          |
| Норма опадів, мм        | 162.6         | 178.6         | 175.4         | 224.2         | 245.3         | 232.7         | 176.5         | 159.6         | 127.5         | 128.8         | 203.3         | 161.7         | 2176.2        |
| Днів з опадами          | 18,5          | 16,5          | 16            | 16,3          | 18            | 18,4          | 15,6          | 14,8          | 12,6          | 13            | 14,6          | 17,8          | 192,1         |
| Вологість повітря, %    | 83.2          | 82.9          | 82.6          | 83.7          | 83.9          | 83.8          | 81.2          | 80.1          | 78.9          | 80.7          | 82.6          | 83.4          | 82.3          |
| ----------------------- | ------------- | ------------- | ------------- | ------------- | ------------- | ------------- | ------------- | ------------- | ------------- | ------------- | ------------- | ------------- | ------------- |
| Джерело: Weatherbase    |               |               |               |               |               |               |               |               |               |               |               |               |               |